# Martin Rivoir

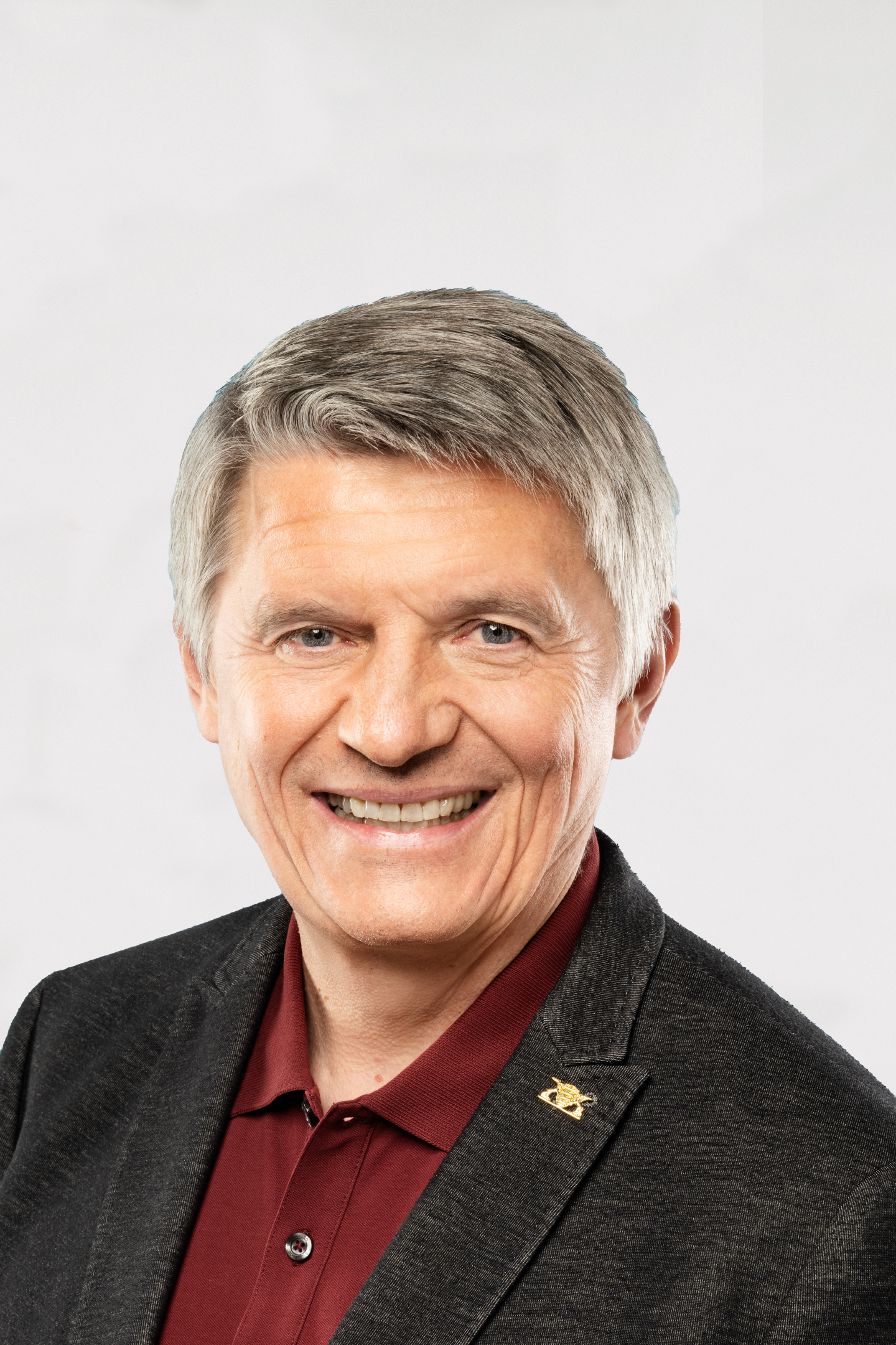
Martin Rivoir 2021

Martin Rivoir (* 18. Juni 1960 in Ulm) ist ein deutscher Ingenieur, Unternehmer, Sportfunktionär, Politiker (SPD) und seit 2001 Abgeordneter im Landtag von Baden-Württemberg.

## Ausbildung
Nach dem Abitur im Jahr 1979 am Mathematisch-Naturwissenschaftlichen Gymnasium in Ulm (2. Ulmer Modell, heute Anna-Essinger-Gymnasium) studierte Rivoir zunächst vier Semester Physik an der Universität Ulm. Dieses Studium brach er ab und begann 1981 ein Studium der Elektrotechnik an der Technischen Universität in Darmstadt. Seine Diplomprüfung legte er im Jahr 1988 ab.

## Ingenieur
Von 1988 bis 1996 war er Entwicklungsingenieur bei AEG in Ulm und arbeitete dort in der Fertigung von Flüssigkristallanzeigen (LCD). Nach der Zerschlagung der AEG war er von 1996 bis 2011 bei Firma AEG MIS (Buy-Out aus der AEG) in Ulm. Er war im Bereich der Parkleitsysteme und Umweltinformationstafeln tätig. Rivoir ist Mitglied der IG Metall und war von 1990 bis 1994 Mitglied des Standortbetriebsrats der AEG in der Söflinger Straße in Ulm. Nach der Ausgründung der AEG MIS war er von 1996 bis April 2001 Vorsitzender des Betriebsrats der neu gegründeten Firma.

## Parteipolitiker
Rivoir trat im Jahr 1984 mit Mitte zwanzig in die Ulmer SPD ein. Er war von 1986 bis 1989 Vorsitzender des Juso-Kreisverbandes Ulm/Alb-Donau und in verschiedenen Funktionen Mitglied des SPD-Kreisvorstandes Ulm. Von 1993 bis 1995 und von 2008 bis 2015 war er Vorsitzender.

## Kommunalpolitiker
Seit 1989 ist er Mitglied im Ulmer Gemeinderat und dort von 1994 bis 2004 Fraktionsvorsitzender, dann von 2004 bis 2014 stellvertretender Vorsitzender.
Im Jahr 2015 bewarb er sich um die Nachfolge von Ivo Gönner (SPD) als Oberbürgermeister der über 120.000 Einwohner zählenden Stadt Ulm. Mit 29,9 % der Wählerstimmen unterlag er Gunter Czisch (CDU), der im ersten Wahlgang mit 52,9 % zum Oberbürgermeister gewählt wurde.

## Landtagsabgeordneter

### Zweitmandat
Seit 2001 ist Rivoir baden-württembergischer Landtagsabgeordneter (Zweitmandat Wahlkreises 64 – Ulm). Der damals vierzigjährige Rivoir erhielt im März 2001 34 % der Wahlstimmen. In den Jahren 2006 mit 24,4 % und 2011 mit 23,9 % wurde erneut gewählt. 2016 kandidierte er zum vierten Mal für den Landtag und gewann mit 14,7 % wieder das Zweitmandat. Bei der Landtagswahl 2021 konnte er erneut über ein Zweitmandat in den Landtag einziehen. Bei der Landtagswahl 2026 tritt er nicht erneut an.

### Fraktion und Ausschüsse
Er ist seit 2001 Mitglied im Ausschuss für Wissenschaft, Forschung und Kunst und von 2007 bis 2016 Vorsitzender des SPD-Arbeitskreises für diesen Ausschuss.
Rivoir war von 2001 bis 2006 Mitglied des Wirtschaftsausschusses und von 2006 bis 2011 Mitglied des Europaausschusses und von 2011 bis 2016. In der anschließenden Wahlperiode – 2011 bis 2016 – war er Mitglied dessen Stellvertretender Vorsitzender des Ausschusses für Verkehr und Infrastruktur und Mitglied im Ausschuss nach Artikel 62 der Verfassung (Notparlament). Nach den Landtagswahlen im März 2016 blieb Rivoir im Verkehrsausschuss.
In der 15. Wahlperiode war er wissenschaftspolitischer Sprecher der SPD. In der 16. Wahlperiode (2016–2021) war er verkehrspolitischer Sprecher und seit dem Wechsel von Nils Schmid in den Bundestag auch kulturpolitischer Sprecher seiner Fraktion.
Von 2011 bis 2021 war er stellvertretender Vorsitzender der SPD-Landtagsfraktion.

### Teilzeitabgeordneter
Von Anfang an übt er sein Landtagsmandat in Teilzeit aus.
Von 2001 bis 2011 war er nebenberuflich Vertriebsingenieur bei Firma AEG MIS (Buy-Out aus der AEG) in Ulm.
Zwischenzeitlich von 2010 bis 2012 war er auch Geschäftsführer der Firma leo-solar GmbH & Co. KG, dessen Mitgesellschafter er von 2010 bis 2015 war.
Seit 2001 ist er Geschäftsführer seiner eigenen Firma der traffico GmbH, die Photovoltaikanlagen betreibt.

## Sportfunktionär
Rivoir wurde 2010 zum Vorsitzenden der Sektion SSV Ulm 1846 des Deutschen Alpenvereins. Diese mit ca. 1.600 Mitgliedern kleinste Ulmer DAV-Sektion mit Ortsgruppe in Laupheim und in Ehingen. Die DAV-Sektion betreibt die Allgäuer Bergheime an der alten Schule in Missen, die Alpe Birkach bei Gunzesried und die Alpe Hohenschwand bei Steibis.
Im Frühjahr 2016 wurde er einstimmig zum Präsidenten des Schwimmverbandes Württemberg gewählt.

## Berater
In Karlsruhe berät er den Stiftungsrat des Zentrums für Kunst und Medien. Er ist Mitglied des Wissenschaftlichen Beirates des Hauses der Geschichte Baden-Württemberg in Stuttgart.

## Ehrenämter
Seit 1992 ist er Vorsitzender des über 5000 Mitglieder zählenden Mietervereins Ulm / Neu-Ulm.
Im Jahr 1992 gründete er einen Verein, um das Kulturfestival Ulmer Zelt finanziell zu fördern. Nach Angaben von Rivoir kann sein Verein, dessen Vorsitz er seit dessen Gründung hat, „rund 15.000 Euro jedes Jahr für’s zelt sammeln“.
Zunächst als Vorsitzender dann als stellvertretender Vorsitzender ist er für den Förderverein der ökumenischen Bahnhofsmissionen Württemberg tätig.
Rivoir gehört zu den Gesellschaftern der Europäischen DonauAkademie gemeinnützige GmbH, die das Ziel verfolgt den Kooperations- und Integrationsprozess im Donauraum zu fördern.

## Frühere Aufsichts- und Verwaltungsmitgliedschaft
Während seiner Abgeordnetenzeit war Martin Rivoir Mitglied des Aufsichtsrats der Stadtwerke Ulm/Neu-Ulm GmbH, des Aufsichtsrates der Ulmer Wohnungs- und Siedlungs GmbH und des Verwaltungsrats der Sparkasse Ulm. Für diesen Tätigkeiten erhielt er Bezüge.

## Kontroverse
Ende Juni 2011 richtete Rivoir eine Kleine Anfrage zu finanziellen Verbindungen zwischen BUND und den Parkschützern, beide Gegner von Stuttgart 21, an die baden-württembergische Landesregierung. Dies führte zu einer Prüfung von BUND und VCD durch das Finanzamt, ob ihnen die Gemeinnützigkeit aberkannt werden soll. Beide Prüfungen verliefen negativ, das Ministerium für Finanzen und Wirtschaft bestätigte, dass beiden Organisationen nicht gegen das Gemeinnützigkeitsrecht verstoßen. Auch aufgrund heftiger Kritik von SPD-Mitgliedern hat Rivoir sein Vorgehen inzwischen bedauert.

## Privates
Martin Rivoir ist evangelisch, verheiratet, und hat zwei Kinder.